# Couepia cognata
Couepia cognata là một loài thực vật có hoa trong họ Cám. Loài này được (Steud.) Fritsch mô tả khoa học đầu tiên năm 1889.